# Хрипунов, Михаил Георгиевич
Михаи́л Георгиевич Хрипуно́в (4 (16) ноября 1889, станица Усть-Медведицкая — 6 апреля 1983, Иерусалим) — российский военный и деятель Белой эмиграции, генерал-майор Донской армии.

## Биография
Родился в станице Усть-Медведицкая Области Войска Донского (ныне город Серафимович Волгоградской области Россия). Отец его, Георгий Захарович, потомственный донской дворянин, был полковником.
В 1907 году окончил Донской кадетский корпус, в 1907—1909 годах учился в Николаевском кавалерийском училище в Петрограде, которое окончил по первому разряду.
В 1909 году произведён в хорунжие и назначение в элитный Лейб-гвардии Атаманский полк в котором служил до 1920 года.
6 декабря 1913 года произведён в сотники. В Первую мировую войну — полковой адъютант (с 14 октября 1914).
В начале ноября 1915 года по Высочайшему повелению был вызван с фронта из состава Гвардейского корпуса, стоявшего в резерве, в Петроград для временного несения охранной службы, как в самом городе, так и в Царском Селе и окрестностях столицы.
23 ноября 1915 года во время параде в пешем строю в Царском Селе император Николай II пожаловал полкового адъютанта Михаила Георгиевича званием флигель-адъютанта, о чём он написал воспоминания, где отмечал: «Я имел счастье быть флигель-адъютантом с 23 ноября 1915 года до печальнейшего дня скорби Российской — вынужденного отречения от трона моего Государя. Я имел честь дежурить при особе императора Царскосельском Александровском дворце пятнадцать раз и один раз сопровождать Государя, едучи с ним в автомобиле в Петроград до Аничкова дворца…»
31 мая 1916 года произведён в подъесаулы, а 17 ноября 1917 года — в есаулы.
После начала гражданской войны присоединился к белому движению. Под командованием генерал-майора Петра Харитоновича Попова, он уходит в суровый зимний Степной поход. Войсковой старшина Хрипунов, как заместитель командира, ведёт за собой Атаманский конный отряд.
В 1918 году встаёт под знамёна Донской армии, возглавляемым атаманом Петром Николаевичем Красновым.
23 ноября 1919 года был произведён в генерал-майоры. Командует Лейб-гвардии Атаманским полком. В 1920 году принимает под начальство Лейб-гвардии сводный Донской казачий полк.
Эвакуировался 15 ноября 1920 года на пароходе «Великий Князь Александр Михайлович» в Константинополь. С 10 ноября по 29 декабря 1920 года находился в лагере русских беженцев Саипсак Тепе.
С 3 января 1921 по 3 июня 1921 года находился в лагере русских беженцев на острове Лемнос (Греция), где размещалось донское казачество. С декабря 1920 года по 1921 год он командир 1-го Донского лейб-гвардии Атаманского полка.
В июне 1921 году уехал в Королевство Сербов, Хорватов и Словенцев. Проживал в Словении. В 1921—1924 году служил наредником (подпрапорщиком) пограничной стражи.
В 1924 году вместе с женой переехал в Канны (Франция), где трудился рабочим в мастерской по ремонту вагонов. В Каннах он управляет рачительно имением состоятельной британки леди Джуль. Здесь же, в 1931 году возглавляет группу РОВС, являясь председателем полкового объединения.
В 1940 году вместе с супругой переезжает в Ирландию, где при помощи той же сердобольной англичанки приобретают дом, а в 1955 году они переезжают в Женеву.
В Женеве становится чтецом в храме Воздвижения Креста Господня, находившегося в ведении РПЦЗ.
В 1959 году был избран членом зарубежного Православного палестинского общества, после чего с женой переезжает в Иерусалим. Поселился при Гефсиманском монастыре, проживая в собственном домике с тяжело болящей супругой. В течение 20 лет он выполнял обязанности чтеца в монастырском храме святой равноапостольной Марии Магдалины и пел басом в церковном хоре.
В 1968 году его избирают председателем Православного Палестинского Общества в Иерусалиме. Вместе с русскими монахами занимался сохранением русских монастырей на Святой Земле.
В 1981 году в Великий четверг у него случился инсульт, оставивший всю его левую сторону парализованной. Несмотря на это сохранял умственную способность и ясность сознания и, хотя с трудом, но продолжал деятельно управлять делами Православного палестинского общества, постоянно осведомляясь обо всех легальных и финансовых деталях общества.
17 марта 1983 года подвергся второму удару, после чего он оказался полностью парализован. За несколько дней до того он попросил инокиню Веру из Гефсиманской обители "остаться при нём до конца и закрыть ему глаза по его смерти".
Умер 6 апреля 1983 года в Иерусалиме, не приходя в сознание.
Отпевание и погребение было совершено духовенством Русской Духовной Миссия в Иерусалиме во главе с её начальником архимандритом Антонием (Граббе) (Русская православная церковь заграницей). Присутствовали и представители Иерусалимской Греческой патриархии и друзья покойного. Погребён на кладбище у церкви Святой Равноапостольной Марии Магдалины в Гефсиманской женской обители, рядом с могилой жены Нины Георгиевны.

## Награды
- Орден Святой Анны 4-й ст. с надписью «За храбрость» (1914)[6]
- Орден Святого Станислава 3-й ст. с мечами и бантом (1914)[6]
- Орден Святой Анны 3-й ст. с мечами и бантом (1914)[6]
- Орден Святого Владимира 4-й ст. с мечами и бантом (15.03.1915)[6]
- Орден Святого Станислава 2-й ст. с мечами (22.05.1915)[6]
- Орден Святого Владимира 3-й ст. с мечами